# أنيبال سانتياغو أسيفيدو
أنيبال سانتياغو أسيفيدو (بالإنجليزية: Aníbal Santiago Acevedo) (مواليد 28 أبريل 1971) هو ملاكم أمريكي، مثّل بلاده في الألعاب الأولمبية الصيفية 1992 وحقق الميدالية البرونزية في فئة وزن الويلتر.

## روابط خارجية
أنيبال سانتياغو أسيفيدو على موقع بوكس ريك (الإنجليزية) (registration required)
- أنيبال سانتياغو أسيفيدو على موقع أوليمبيديا (الإنجليزية)